# Saracha guttata
Saracha guttata är en potatisväxtart som först beskrevs av John Miers, och fick sitt nu gällande namn av John Miers. Saracha guttata ingår i släktet Saracha och familjen potatisväxter. Inga underarter finns listade i Catalogue of Life.